# Островская Щель
Островская Щель — хутор в Туапсинском районе Краснодарского края.
Входит в состав Шаумянского сельского поселения.

## География
Хутор расположен в 7 км от села Шаумян, в 2 км от станции Гойтх СКЖД и в 44 км от города Туапсе.

## История
Хутор Островская Щель по ревизии от 26 апреля 1923 года числился в списках Хадыженской волости Майкопского отдела Кубано-Черноморской области.
С 10 марта 1925 года хутор Островская Щель числился в составе Елисаветпольского сельского Совета Армянского района Северо-Кавказского края, а с 1938 года в составе Шаумянского сельского Совета Армянского района.
С 22 августа 1953 года — в составе Шаумянского сельского Совета Туапсинского района.
В 1972 году хутор имел 35 дворов.

## Население
| 2002 | 2010 |
| ---- | ---- |
| 388  | ↘324 |

## Улицы
- ул. Лесная,
- ул. Озёрная,
- ул. Речная,
- ул. Центральная.